# Google Knol
Google Knol (uit het Engels, afkorting voor knowledge oftewel "kennis"; spreek uit "nol") was een website gebaseerd op een door Google Inc. ontwikkeld concept dat zich richtte op artikelen geschreven door gebruikers over een scala aan onderwerpen. Het project werd geleid door Udi Manber.

## Geschiedenis
Het project werd op 13 december 2007 aangekondigd en startte op 23 juli 2008 met een bètaversie voor het publiek met een paar honderd artikelen over de onderwerpen gezondheid en geneeskunde. Op 16 januari 2009 maakte Google bekend dat Knol 100.000 artikelen bevatte en op een gemiddelde dag door gebruikers uit 197 landen werd bezocht.
Het concept was dat elke pagina door slechts één auteur werd geschreven en al dan niet door anderen bewerkt kon worden; op deze wijze konden er meerdere artikelen over hetzelfde onderwerp ontstaan. Udi Manber van Google stelde dat auteurs zelf konden bepalen of er al dan niet advertenties op hun knols kwamen, en dat een belangrijk deel van de advertentie-inkomsten zou terugvloeien naar de auteurs.
Wegens ondermaatse prestaties werd het project uiteindelijk stopgezet. Knol zou nog blijven functioneren tot 30 april 2012, waarna het tot 1 oktober 2012 mogelijk bleef om artikelen te downloaden.

## Licenties en bewerkingsmodellen
Google Knol stond standaard drie soorten licentie toe:
- Creative Commons Attribution 3.0 License
- Creative Commons Attribution-Noncommercial 3.0 License
- All Rights Reserved

Bovenstaande licenties hebben betrekking op gebruik door derden. Daarnaast verleende een auteur van een 'knol' aan Google een onbeperkt recht tot hergebruik.
Google Knol had drie bewerkingsmodellen:
- Open collaboration model (open bewerking)
- Moderated collaboration model (halfopen bewerking)
- Closed collaboration model (gesloten bewerking)

## Kritiek
De inhoud van Knol is scherp bekritiseerd geweest.
Een van de eerste punten van kritiek, kort na de lancering van Google Knol in 2008, betrof de ongelukkig gekozen naam. Tests met zoektermen wezen toen ook uit dat veel lemma's pover waren uitgewerkt en niet up-to-date waren. Bovendien waren ze soms erg gelijkwaardig aan artikelen uit (de Engelstalige) Wikipedia. In juli 2008 werd bekend dat er kopieën van diverse artikelen uit Wikipedia waren gevonden waarbij wederrechtelijk de licentie en de bronvermelding ontbraken.
Commentatoren noemden het een 'woestenij' van artikelen gekopieerd uit andere bronnen, met verouderde of onvolledige gegevens, alsook soms ontsierd door spam of zelfpromotie.
Ook nadat in januari 2009 de 100.000ste Knol gepubliceerd was, duurde de kritiek voort. Vooral de mogelijkheid om van dezelfde entry verschillende artikelen aan te maken - wat Google zelf een van de sterkste punten noemde - werd vaak bekritiseerd, alsook de mogelijkheid tot spam, die onvoldoende was beperkt.